# Arqueiro Verde: Ano Um
Arqueiro Verde: Ano Um (no original: Green Arrow: Year One), é uma minissérie de histórias em quadrinhos do Arqueiro Verde de 2007, publicada pela DC Comics. A história foi escrita por Andy Diggle e desenhado por Jock.

## Enredo
Oliver Queen é um playboy frívolo e candidato a emoção. Depois de mais uma bebedeira, ele decidiu embarcar em uma viagem por mar apenas para ser traído por seu único amigo e guarda-costas confiável Hackett. Ele, então, se viu abandonado em uma ilha deserta.
Oliver sobreviveu a seu novo ambiente implacável com nada mais do que um arco e flecha improvisado gradualmente percebendo que ele é um arqueiro nato. Estando preso na ilha por meses, aprendeu a valorizar as coisas simples que ele havia desperdiçado, e pela primeira vez em sua vida, sentiu-se muito feliz.
As coisas tomaram um rumo para o pior quando soube que a ilha não era tão deserta quanto ele pensava. Uma mulher a quem ele chamou China White escravizava os habitantes da ilha e os forçava a plantar ópio e fabricar heroína. Depois de uma briga com Hackett, que acabou por ser o seu parceiro de negócios, Oliver ficou gravemente ferido. Taiana, uma das nativas da ilha, o salvou da morte certa.
Seu ato altruísta de bondade abriu os olhos de Oliver para a culpa que ele estava carregando toda a sua vida: a culpa de pisar sobre os mais desfavorecidos em seu caminho para o topo. Para pagar a dívida que ele tinha com Taiana, ele fez o chamado de sua vida a lutar pelos direitos dos oprimidos. Em seguida, ele libertou os escravos por derrubar a organização de China White armado apenas com o arco de Howard Hill (que na primeira edição, Oliver comprou em um leilão) junto com duas dúzias de flechas.
Quando as autoridades chegaram, Oliver minimizou todo o cenário. Ele sacrificou o crédito de rebentar um anel de drogas, a fim de proteger a vida do povo de Taiana. Acreditando que não é mais o seu estilo aparecer no centro das atenções, ele escolheu viver uma vida dupla como um playboy ousado de dia e de noite, alguém que ele nunca sonhou que ele seria: um herói. Após seu retorno à Star City, ele elaborou uma fantasia e assumiu o nome de Taiana deu-lhe: Arqueiro Verde.

## Publicação
Arqueiro Verde: Ano Um foi compilada no trade paperback Green Arrow: Year One (ISBN 9781401216870).
No Brasil, a minissérie foi lançada pela Panini Comics compilada em um encadernado, lançado em janeiro de 2009. Foi reeditada na Coleção DC Comics de Graphic Novels, da editora Eaglemoss.

## Em outras mídias
Esta série limitada serviu de inspiração para a criação do programa de TV live-action, intitulada Arrow, com toda a sua primeira temporada baseada na história em quadrinhos. Também o irmão de um dos principais personagens, John Diggle (que foi criado especialmente para o show e é interpretado pelo ator David Ramsey), tem o sobrenome de Andy Diggle, o autor da série de quadrinhos. Além disso, o personagem de China White, cuja primeira e única aparição é desta série limitada, aparece na série de televisão, onde ela está retratada pela atriz Kelly Hu. Na quarta temporada de Arrow, escravos do Barão Reiter são escravizados na ilha de Lian Yu para plantar uma droga, assim como na HQ. Existe também a personagem Taiana que na série é uma amiga de Oliver Queen nos flashbacks da quarta temporada.